# Gare d'Ozoir-la-Ferrière
La gare d’Ozoir-la-Ferrière est une gare ferroviaire française de la ligne de Paris-Est à Mulhouse-Ville située sur le territoire de la commune d'Ozoir-la-Ferrière, dans le département de Seine-et-Marne en région Île-de-France.
Elle est mise en service en 1857 par la compagnie des chemins de fer de l'Est.
C'est une gare de la Société nationale des chemins de fer français (SNCF), desservie par les trains de la ligne E du RER.

## Situation ferroviaire
La gare d'Ozoir-la-Ferrière, édifiée à 111 m d'altitude, est située au point kilométrique (PK) 34,207 de la ligne de Paris-Est à Mulhouse-Ville, entre les gares de Roissy-en-Brie et Gretz-Armainvilliers.

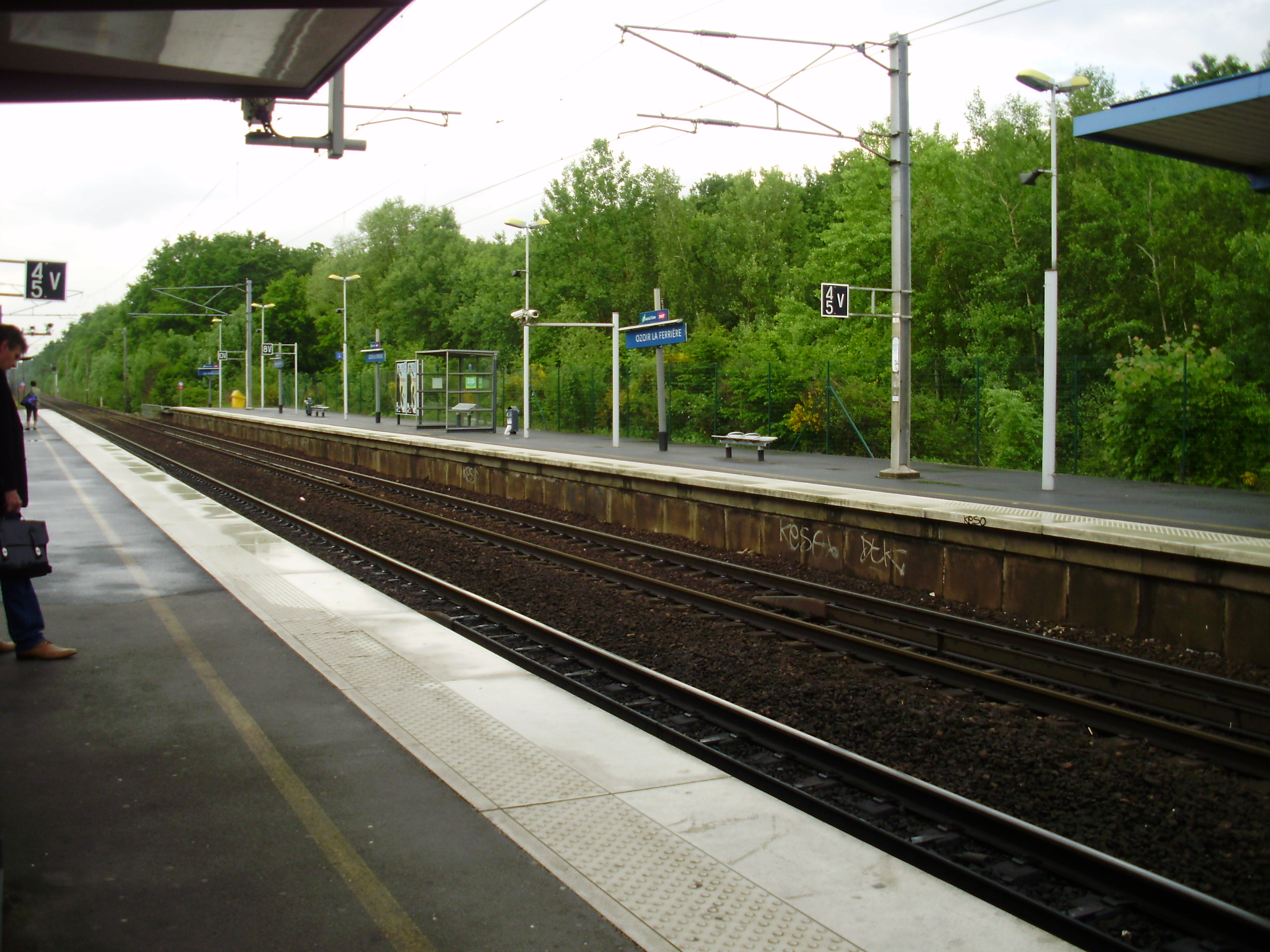
Les quais de la gare.

## Histoire
La compagnie des chemins de fer de l'Est met en service la station d'Ozoir-la-Ferrière lors de l'ouverture au service commercial, le 9 février 1857, de la section de Nogent - Le Perreux à Nangis. Cette section est ouverte avec une seule voie, la deuxième n'étant mise en service que le 23 avril, deux jours avant celle de la section suivante de Nangis à Flamboin le 25 avril 1857.
L'ancienne gare d'Ozoir-la-Ferrière était située à mi-chemin entre Roissy-en-Brie et l'actuelle gare sur la commune de Roissy. La nouvelle gare est inaugurée le 30 septembre 1984.
En 2000, le contrat de Plan État-Région Île-de-France inscrit le prolongement de la ligne E du RER de Villiers-sur-Marne à Tournan. Le 14 février 2002, le conseil d'administration du Syndicat des transports d'Île-de-France (STIF) approuve l'avant-projet. Le 14 décembre 2003, la ligne est débranchée, de son réseau historique la raccordant avec la gare de Paris-Est, pour se retrouver raccordée à la ligne E du RER qui aboutit à la gare souterraine d'Haussmann - Saint-Lazare. Outre les modifications concernant le trajet et les horaires, cette intégration dans le réseau RER est l'occasion d'une amélioration des services en gare. L'accès aux rames est facilité par un rehaussement des quais, qui passent de 0,55 m à 0,92 m. Des aménagements et équipements permettent l'amélioration de l'accessibilité des personnes à la mobilité réduite (PMR). Des écrans installés sur les quais permettent une information en temps réel.
En 2023, selon les estimations de la SNCF, la fréquentation annuelle de la gare est de 1 869 909 voyageurs.

## Service des voyageurs

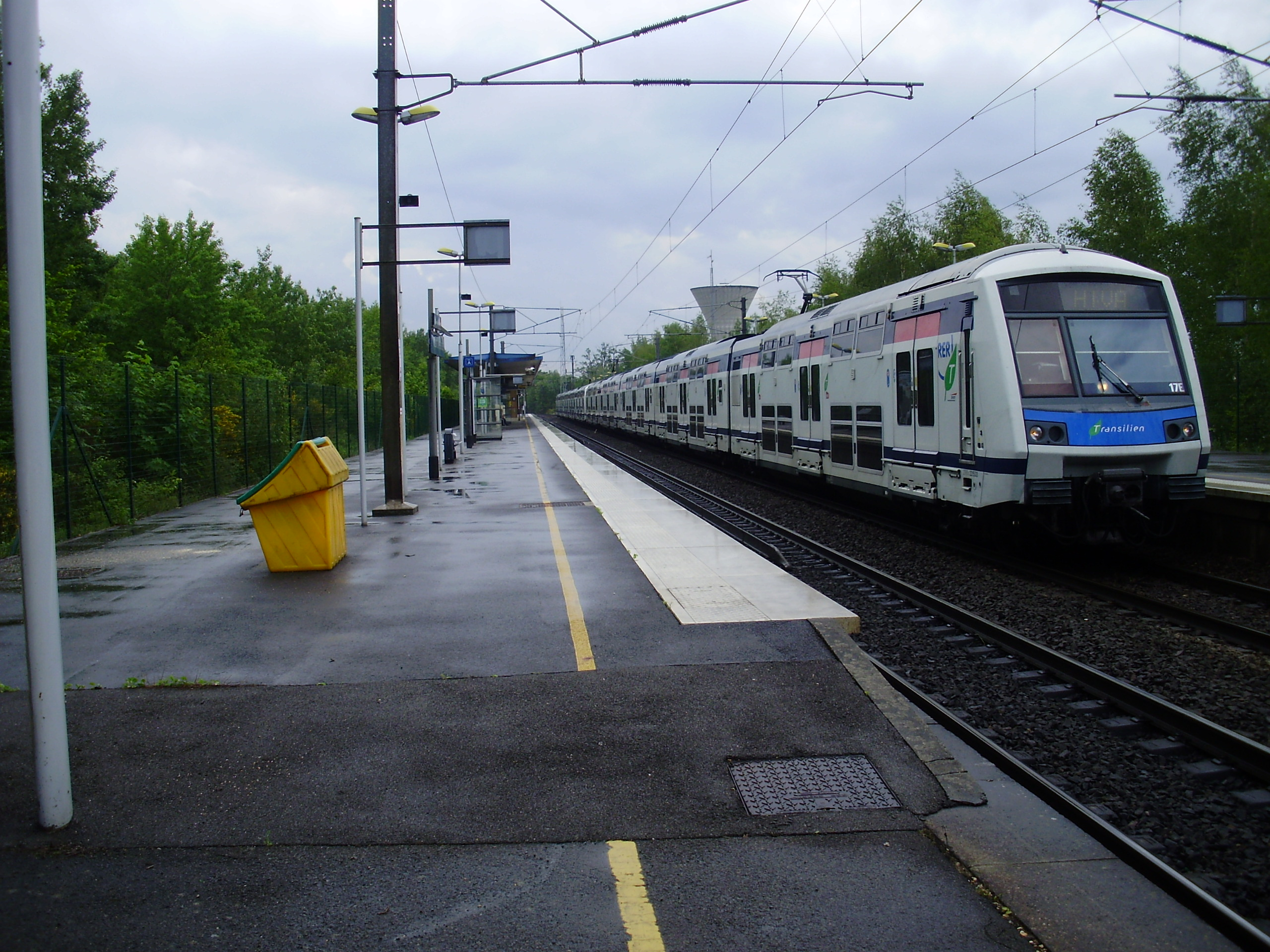
Rame Z 22500 se dirigeant vers Paris.

### Accueil
La gare est déclarée accessible aux personnes à mobilité réduite (ascenseur et entrée/sortie adaptées). Elle comprend trois sorties, un ascenseur, deux billetteries automatiques et deux guichets ; elle est équipée du système d'information Infogare.

### Desserte
Ozoir-la-Ferrière est desservie à raison (par sens) d'un train toutes les 30 minutes aux heures creuses, toutes les 15 minutes aux heures de pointe (le matin vers Paris, le soir depuis Paris). Plus de 44 trains par jour et par sens desservent la gare. 

### Intermodalité
Des parkings pour les véhicules sont aménagés. La gare est desservie par les lignes 3114, 3144, 3145, 7716, du TàD 3144 et Soirée Ozoir-la-Ferrière du réseau de bus du Pays Briard, par la ligne 2290 du réseau de bus de Marne-la-Vallée, par la ligne A du réseau de bus Marne et Brie, par la navette électrique municipale OLFI et par la ligne N142 du service de bus de nuit Noctilien.